# گوسج آل سنتس
گوسج آل سنتس (به انگلیسی: Gussage All Saints) یک روستا و محله مدنی در بریتانیا است که در East Dorset واقع شده‌است.